# Guido Capello
Guido Capello (Monsummano Terme, 4 febbraio 1923 – Lecco, 25 ottobre 2001) è stato un calciatore e allenatore di calcio italiano.

## Biografia
Toscano di nascita, crebbe in Piemonte e si stabilì infine a Lecco, dove intraprese la carriera di allenatore; il figlio Gianluigi è allenatore di varie formazioni giovanili e dilettantistiche lombarde.

## Carriera

### Giocatore
Da calciatore militò nelle giovanili del Torino e nell'Ardita, per poi giocare con Ivrea, Como, Lecco e Pro Sesto nelle serie minori.

### Allenatore
Smessi i panni del calciatore, iniziò ad allenatore le giovanili del Lecco, con cui nel 1963 conquistò la vittoria del campionato De Martino per formazioni di Serie B. L'esordio sulla panchina di una prima squadra avvenne nella stagione 1967-1968, con la Maceratese, in Serie C; nella stagione successiva venne sostituito da Tonino Seri alla guida dei biancorossi e passò per un breve periodo all'Ascoli, sempre in terza serie.
Allenò dunque l'Entella prima di essere chiamato a seguire gli allievi dell'Atalanta; è ricordato per essere stato l'allenatore che per primo schierò Gaetano Scirea nel ruolo di libero. Nella stagione 1973-1974 seguì l'Asti in Serie C, per poi venire chiamato da Paolo Mazza alla guida delle giovanili della SPAL; allenò anche la prima squadra biancazzurra a più riprese in Serie B, dapprima sul finire della stagione 1974-1975 (sostituì Mario Caciagli nel corso del girone di ritorno; detiene assieme a Giovan Battista Fabbri e Gian Cesare Discepoli il record societario di cinque vittorie consecutive) e poi a cavallo tra i campionati 1975-1976 (sostituì Umberto Pinardi) e 1976-1977 (gli subentrò Giovanni Ballico).
Nel 1977-1978 allenò il Lecco, consegnando le dimissioni a metà campionato per divergenze con la presidenza (gli successe Sergio Carpanesi). Nel 1978-1979 passò all'Alessandria, che con una formazione composta per lo più da giovani calciatori disputò un tranquillo campionato di Serie C1: scrisse il quotidiano La Stampa al termine della stagione: «Capello ha avuto un grande e incontestabile merito: salvare i grigi da una temuta retrocessione con qualche turno d'anticipo, con impegno, competenza e passione. [...] Un campionato che, per certi aspetti, ha del prodigioso».
Nel successivo torneo fu scelto dalla Biellese per sostituire a campionato in corso il dimissionario Roberto Gori. Negli anni a venire tornò infine a seguire una formazione giovanile, quella dell'Ascoli.

## Palmarès

### Giocatore

#### Competizioni regionali
- Promozione: 1

Mariano: 1951-1952